# Mantorpsskogen
Mantorpsskogen är ett naturreservat i Örebro kommun i Örebro län.
Området är naturskyddat sedan 1998 och är 135 hektar stort. Reservatet består av barrblandskog på höjderna och i sänkorna finns kärr och mossar. I Mantorpsskogen finns den sällsynta och fridlysta svampen Bombmurkla.

## Bilder

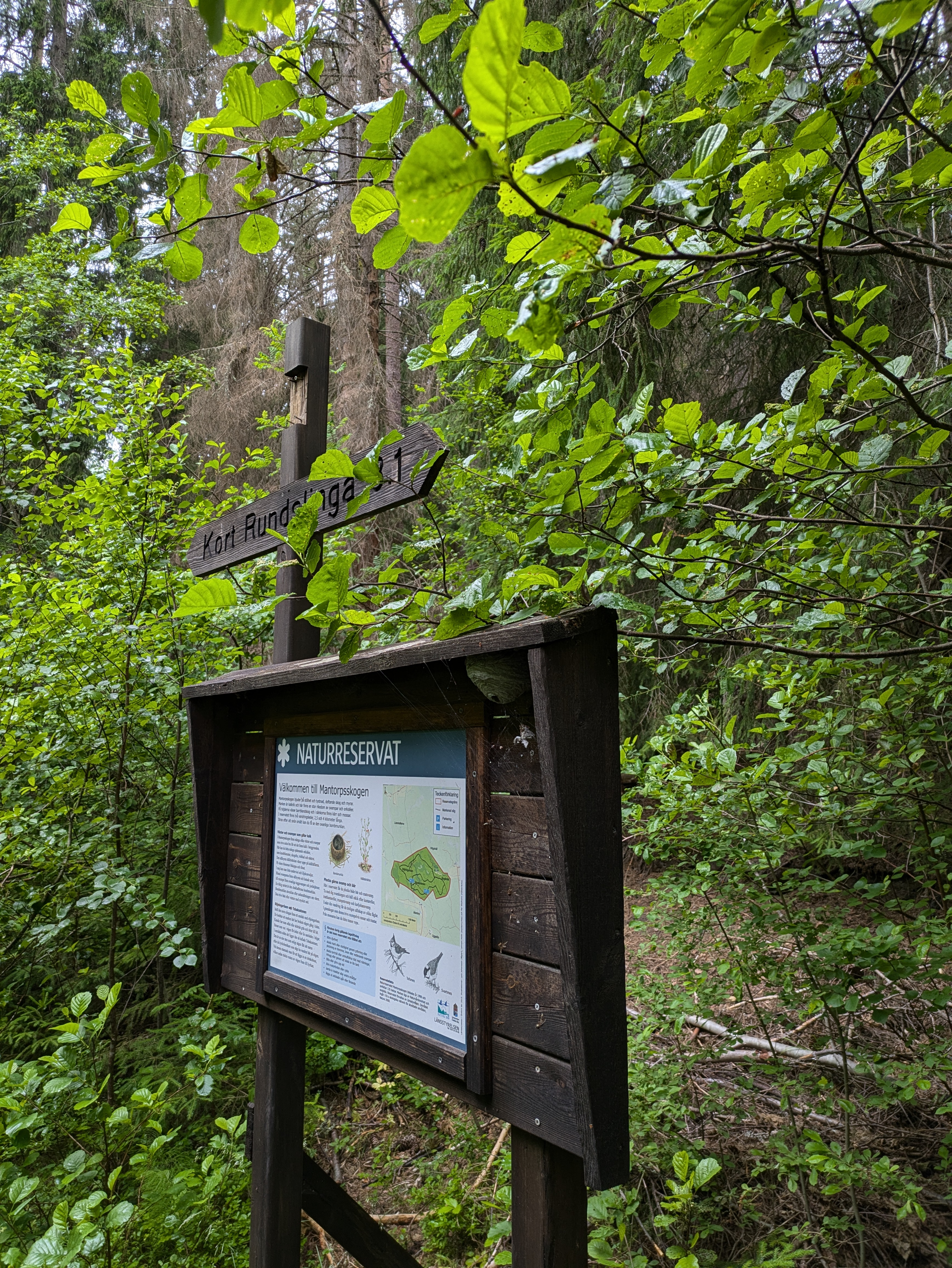
Info om reservatet.

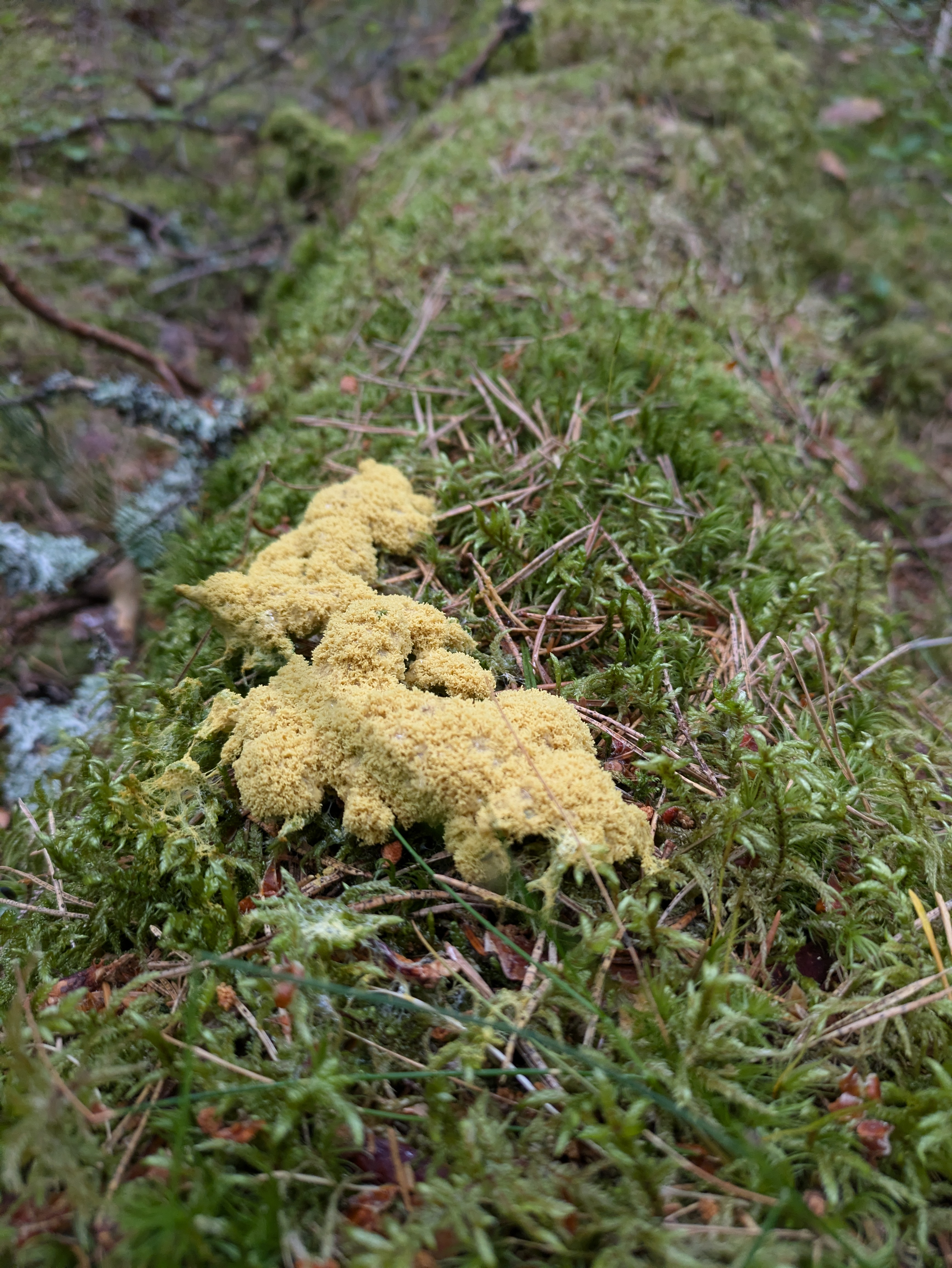
Bilder från reservatet.
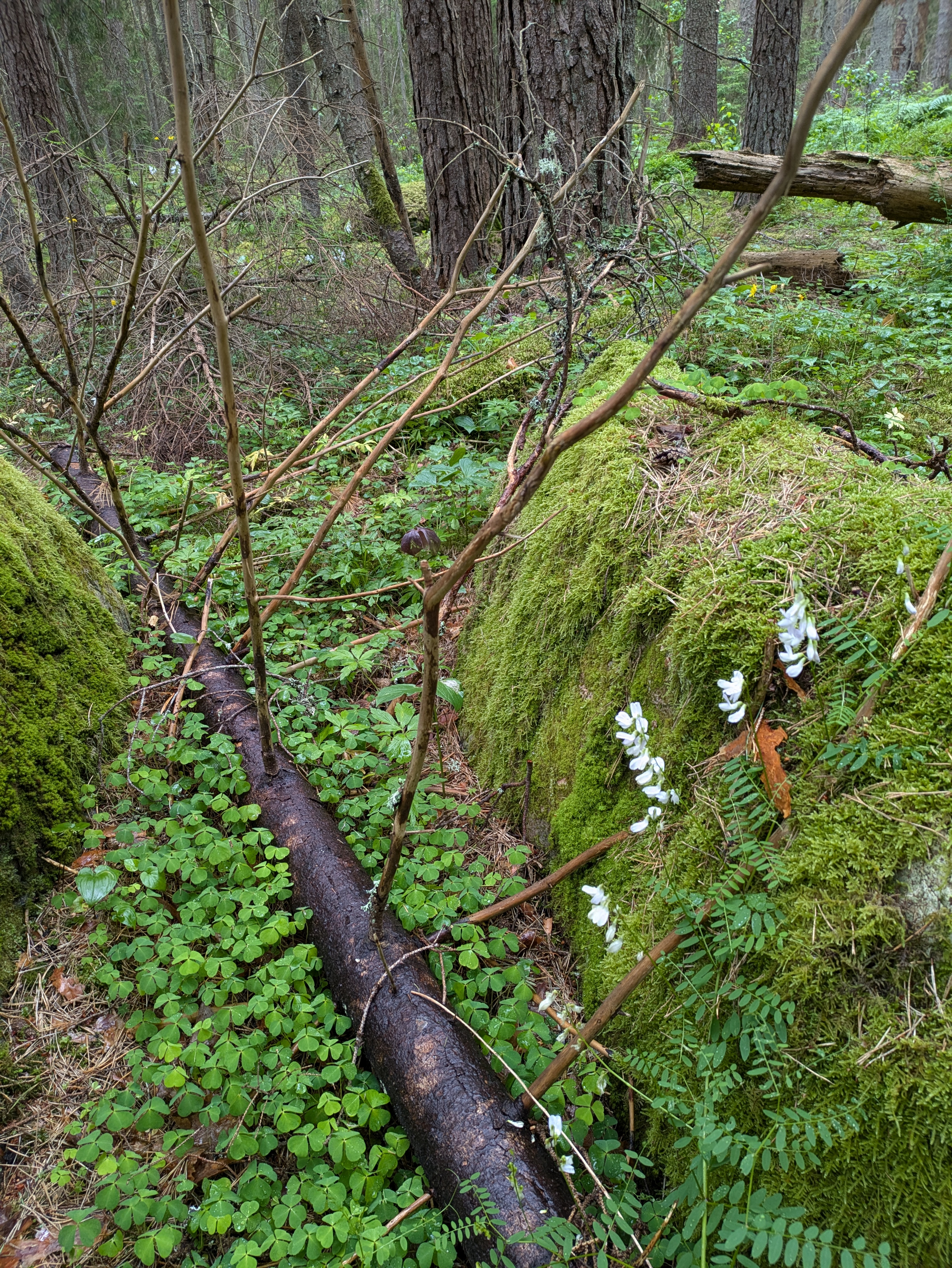
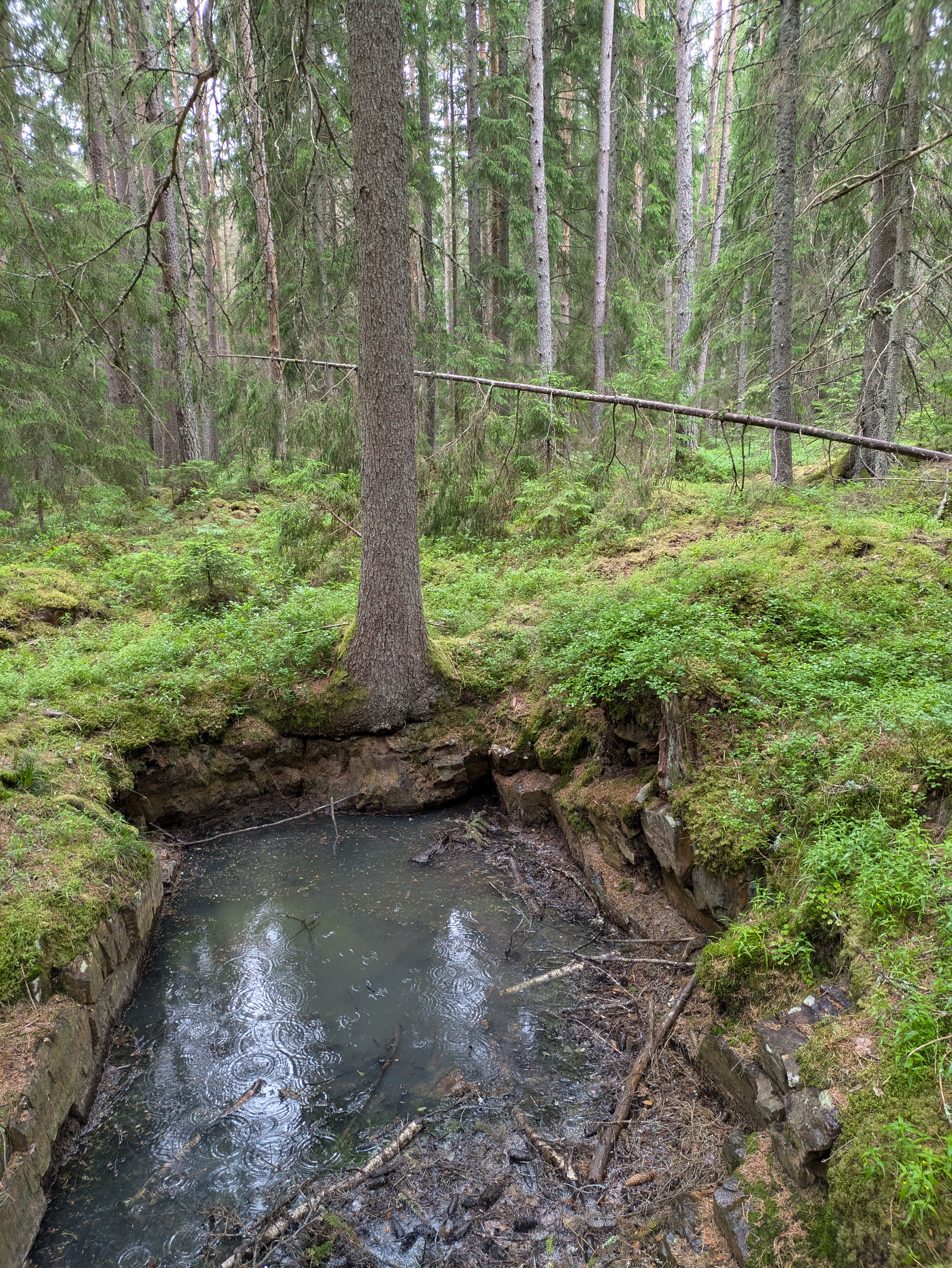